# قوس دروید
طاق (قوس) دروید (Druid Arch) یک طاق نمادین به اندازه ۱۵۰ فوت می‌باشد که در قسمت نیدلز پارک ملی کنیونلندز، در شهرستان سن خوان، یوتا قرار گرفته‌است. در سر فیل کانیون قرار گرفته‌است و رواناب بارندگی از طاق دروید از راه فیل کانیون به سوی شمال به رودخانه کلرادو نزدیک می‌شود. دروید آرک یکی از دلرباترین مقصدهای پیاده‌روی در منطقه نیدلز می‌باشد. یک پیاده‌روی ۵٫۴ مایلی به سوی طاق دروید از مسیر تریل‌هد تپه فیل آغاز می‌شود، و یک چهارم مایل پایانی شیب‌دار با کمی تقلا و یک نردبان است. این اسم به دلیل تشبیه آن به بنای تاریخی استون هنج در انگلستان است که معتقد بر این است که معبد درویید است. اسم این ویژگی به‌طور رسمی در تاریخ ۱۹۶۳ توسط هیئت نام‌های جغرافیایی ایالات متحده قبول شده‌است.

## زمین‌شناسی
این خصوصیت زمین‌شناسی یک باله فرسایش یافته از ماسه سنگ سدر مسا می‌باشد که مانده‌های تپه‌های ماسه ای ساحلی است که در نزدیک ۲۴۵ تا ۲۸۶ میلیون سال قبل، در نخستین دوره پرمین، برنگاشت شده‌است. بالای سازند ۴۵۰ فوت از کف دره بالا می‌رود و دو چاله کلید حاوی ارتفاع ۸۵ فوت و عرض ۲۰ فوت می‌باشند.

## اقلیم
بهار و پاییز مناسب‌ترین فصل‌ها برای تجربه دروید آرک می‌باشند. با توجه به سیستم طبقه‌بندی آب و هوای کوپن، در یک ناحیه آب و هوایی سرد نیمه خشک واقع شده‌است که سردترین ماه با میانگین دمای متوسط زیر صفر - شرح داده می‌شود. درجه سانتی گراد (۳۲ درجه فارنهایت) و دسته کم ۵۰ درصد از مجموع بارندگی سالانه در اندازه بهار و تابستان گرفته می‌شود. این آب و هوای بیابانی کمتر از ۱۰ اینچ (۲۵۰ میلیمتر) بارندگی سالانه می‌گیرد و بارش برف به‌طور مجموع در طول زمستان کم است.

## نگارخانه

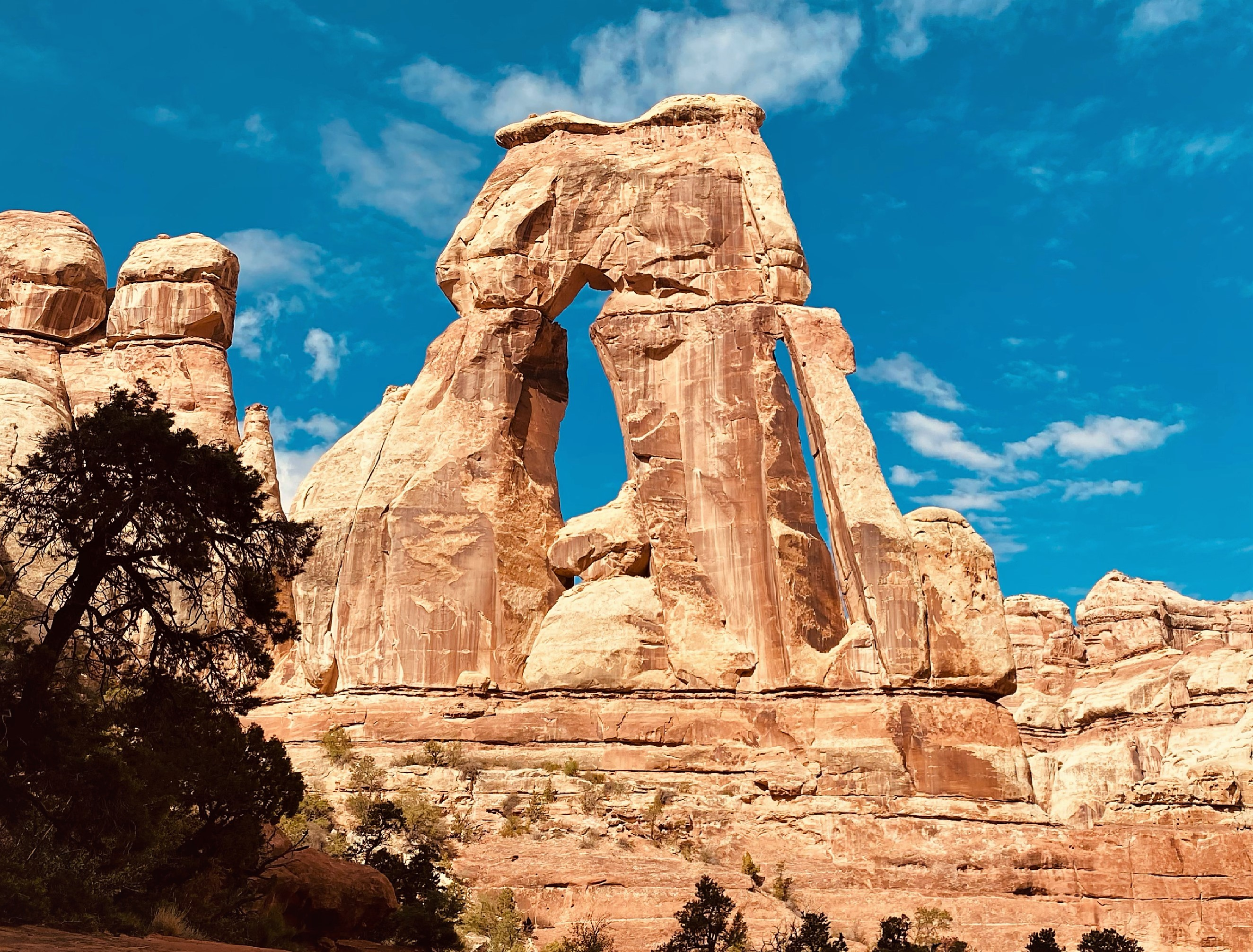
جنبه شرقی
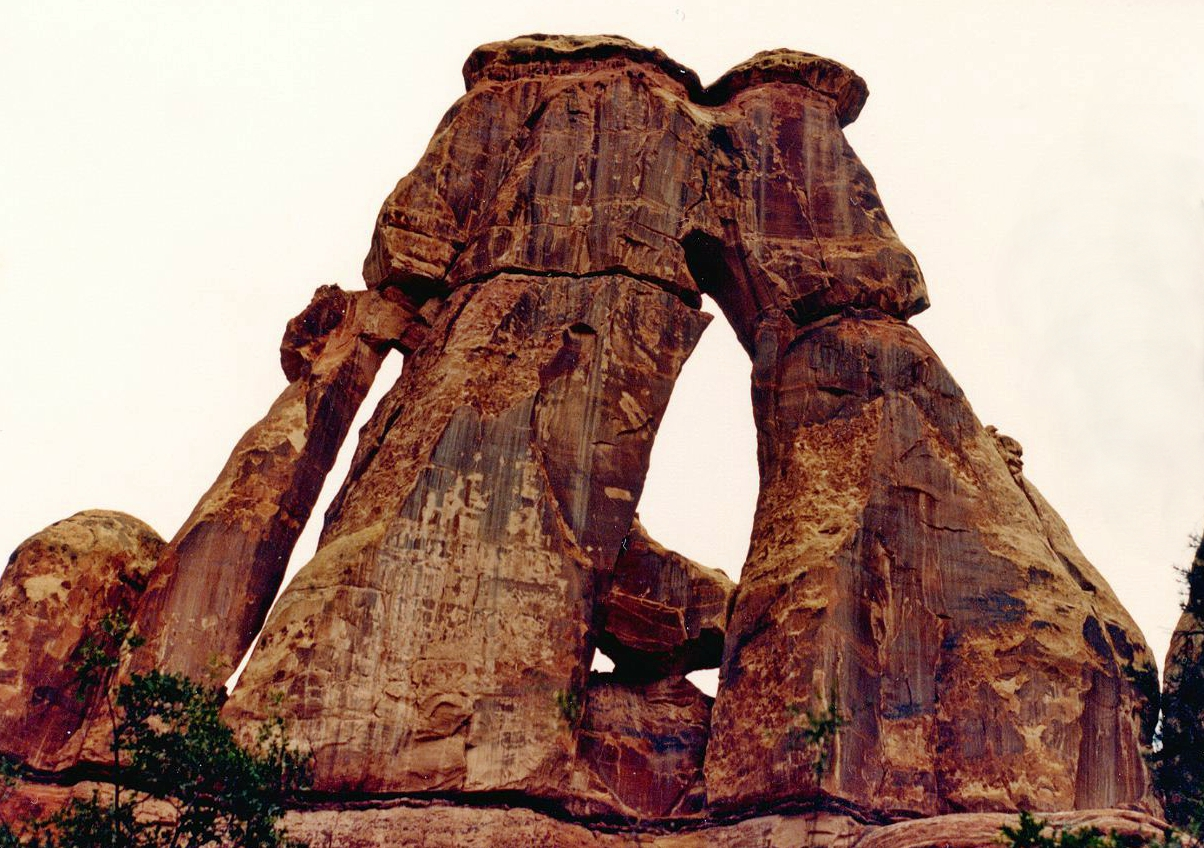
جنبه غربی
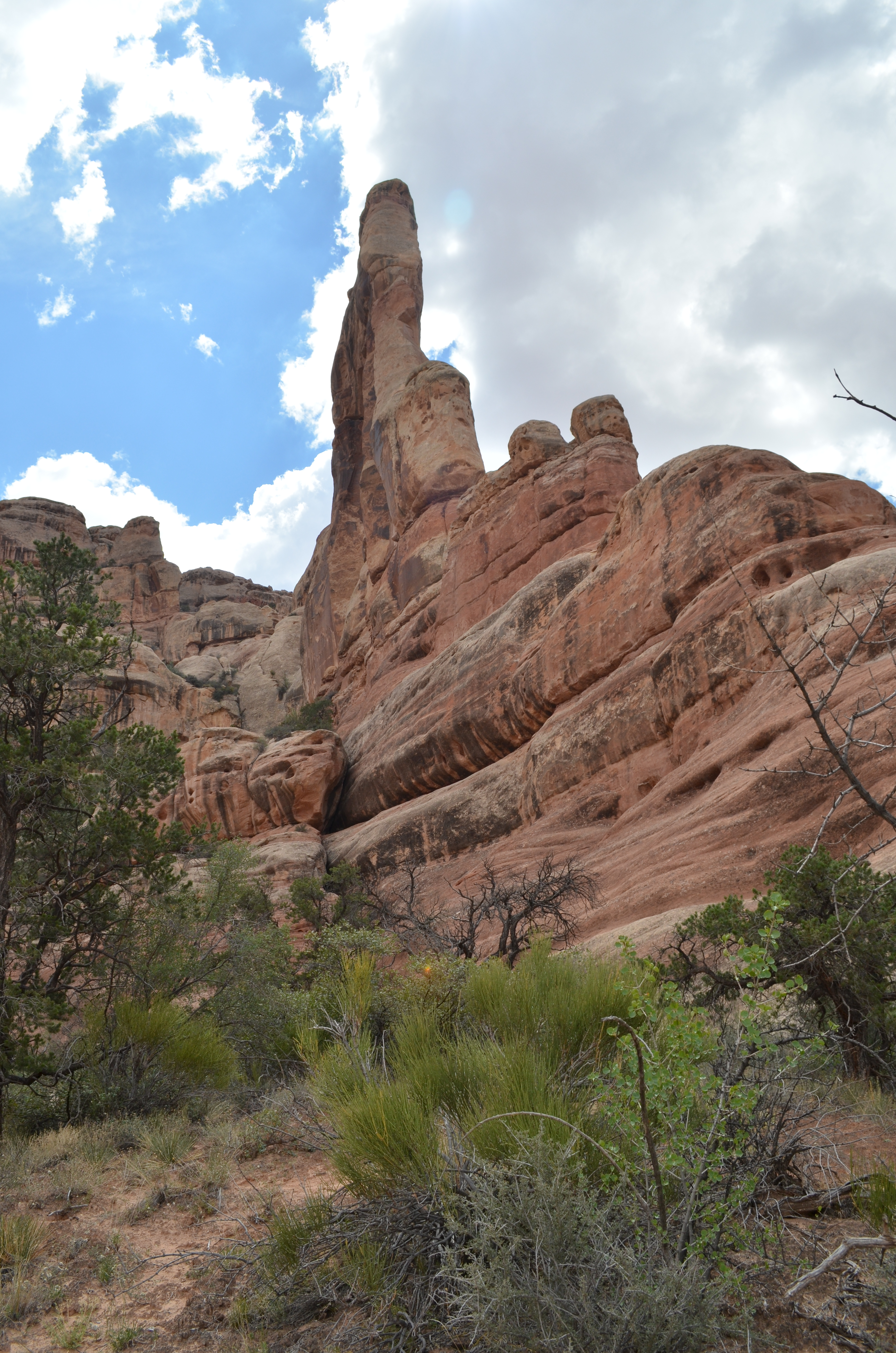
لبه از شمال